# Ruta Nacional 487 (Japón)
Ruta Nacional 487 (en kanji: 国道487号, en hiragana: こくどう487ごう, en romaji: Kokudō 487-gō) también conocida oficialmente como Route 487, es una vía para vehículos gratuita con dos partes, una de ellas, es la única que conecta la Prefectura de Hiroshima continental con las islas de la bahía de Hiroshima.

## Características
El nombre de la ruta se va indicando periódicamente mediante señales verticales ubicados en el lado de la dirección de conducción de la calzada, que en Japón es el izquierdo. Los carteles tienen forma triangular con los vértices y aristas redondeadas, el fondo es de color azul delimitado por una pequeña franja blanca, del mismo color que las letras, apareciendo en kanji en la parte superior y usando alfabeto latino en la parte inferior.
Tiene dos tramos totalmente separados en la misma prefectura. El primer tramo, está en la ciudad de Hiroshima y transcurre desde el suroeste del Parque Hijiyama hasta la playa de la capital, transcurriendo en paralelo al río Enko durante 7,6km.
El segundo tramo y más largo alcanza los 56 km empezando en el corazón de la histórica ciudad costera de Kure, ubicada en la misma prefectura, en el sudeste de la bahía de Hiroshima y desde ahí, se dirige hacia el sur para cruzar el mar de Seto por el puente Ondo, puente construido en los años 60 y única vía de acceso a la isla de Kurahashi. Desde ahí, sigue la costa noreste de esta isla en dirección sur hasta llegar a la mitad de la misma, cruzando en ese punto a la costa oeste para subir por el puente grande Hayase y así llegar a la última de las islas más grandes de la bahía, Nomi y finalizando en la punta noroeste de la misma.
En el año 1995, con el objetivo de dar más fluidez al tráfico y nuevas conexiones, se iniciaron los estudios para realizar una nueva parte en la Ruta Nacional 487 de 3,9Km 400 metros al sur del tramo del puente Ondo. El proyecto contó con la construcción de un túnel de 1 km que pasa por debajo del Parque Ondonoseto y un segundo puente Ondo, levantado en paralelo al primero, enlazando la isla de Kurahashi con la costa suroeste de Kure y hasta conectar con la Ruta Nacional 35. El nuevo tramo fue inaugurando en el año 2013.

## Tramos
- Isla de Honshū: Ciudad de Kure.
  - Conexiones: Ruta Nacional 31  y Ruta Nacional 185

- Isla de Honshū: Puente de Ondo.
- Isla de Kurahashi: Ondo
- Isla de Kurahashi: Puente grande Hayase.
- Isla de Nomi.
- Isla de Nomi: ciudad de Minami.